# Raffinerie Vern-sur-Seiche
Die Vern-sur-Seiche, französisch Raffinerie de Vern-sur-Seiche, war eine nach dem Standort in Vern-sur-Seiche benannte Erdölraffinerie, die von 1965 bis 1979 in Betrieb war. Mit einem Rohöleinsatz von 1,2 bis 1,5 Mio. Tonnen pro Jahr war sie eine kleine Raffinerie für französische Verhältnisse. Der Betrieb wurde nach der zweiten Ölpreiskrise 1979 eingestellt. Das Gelände wird weiterhin von Total, dem Nachfolger von Elf, als lokales Treibstoffdepot genutzt.
Die Raffinerie lag in der Bretagne zehn Kilometer südöstlich von Rennes an der Straße D173 nach Angers. Betreiber war Antar, ein Treibstoffhändler, der 1977 mit Elf zur Elf France fusionierte. Die Anlage belegte ein 66 Hektaren großes Gelände zwischen der D173 und der Bahnstrecke Châteaubriant–Rennes, das zum Industriegebiet Parc d'activités du Bois de Soeuvres gehört. Sie wurde von einer 83 km langen Pipeline mit einem Durchmesser von 12 Zoll (ca. 30 cm) aus Donges mit Rohöl versorgt. Die Pipeline ist weiterhin als Produktpipeline in Betrieb und wird von der Raffinerie Donges zur Lieferung von Benzin, Diesel und Heizöl genutzt. Jährlich werden etwa 1 Mio. Kubikmeter Produkte geliefert.